# Sachsen-Jena
Công quốc Sachsen-Jena (tiếng Đức: Herzogtum Sachsen-Jena) là một nhà nước thuộc Đế chế La Mã Thần thánh, được cai trị bởi dòng Ernestine, nhánh trưởng của Nhà Wettin. Nó được lập ra vào năm 1672, từ việc phân tách của Sachsen-Weimar sau cái chết của Wilhelm, Công tước xứ Sachsen-Weimar, vùng Jena được trao cho người con trai thứ 4 của Wilhelm là Công tử Bernhard để lập ra Công quốc Sachsen-Jena. Nhưng công quốc chỉ tồn tại đến năm 1690 thì chấm dứt, vì con trai của Bernhard là Công tước Johann Wilhelm qua đời mà không có con trai thừa tự. Sachsen-Jena trở lại với Sachsen-Weimar. 